# Gurgi-moskee
De Gurgi-moskee is een belangrijke moskee in de Libische hoofdstad Tripoli. Ze is gelegen in de oude stad, in de directe omgeving van de Boog van Marcus Aurelius. Ze ontleent haar naam aan Iusef Gurgi, een man van Georgische afkomst die haar in 1833 bouwde.

## Kenmerken
Net als de Karamanli-moskee is ze een Hanefi-moskee, aan drie zijden omgeven door binnenplaatsen. Ze heeft een vierkante plattegrond van 16 meter aan elke kant, van binnen verdeeld door negen aan drie zijden gerangschikte kolommen, die in totaal 16 kleine koepels ondersteunen.
Het interieur is rijkelijk versierd, in typisch islamitische stijl, met gekleurde majolicategels, stucwerk en houtsnijwerk.
Buiten staat de minaret, met een achthoekig plan; het is de hoogste minaret van de stad, en de enige met twee ordes balkons.